# Lastovski kanal
Lastovski kanal je tjesnac u južnoj Dalmaciji, u Dubrovačko-neretvanskoj županiji. Prostire se između otoka Lastova i otoka Korčule. Pruža se u smjeru istok–zapad; dug je 50 km, širok oko 15 km, a dubok oko 80m. 

## Otoci
U kanalu se nalazi mnoštvo manjih otočića sakupljenih uz otoke Korčulu i Lastovo:

### Uz južnu obalu Korčule
Uz južnu obalu Korčule (od zapada prema istoku):
- Trstenik
- Mali Pržnjak
- Veli Pržnjak
- Gredica
- Lukovac
- Zvirinovik
- Gubeša
- Obljak
- Kosor
- Stupa
- Čerin
- Crklica
- Sridnjak
- Vrhovnjak
- Otočac

### Uz sjevernu obali Lastova
Uz sjevernu obalu Lastova (od zapada prema istoku):
- Pod Mrčaru
- 2 otočića sjeveroistočno od otoka Mrčare
- Maslovnjak Mali
- Maslovnjak Veli
- Zaklopatica
- Lastovci, (Lastovnjaci, Donji Škoji) su skupina otočića i hridi u Jadranskom moru, par milja istočno i sjeveroistočno od Lastova. Tvori ih 17 otočića i većih hridi. To su:[2]
  - Arženjak Veli
  - Arženjak Mali
  - Češvinica
  - Golubinjak Mali
  - Golubinjak Veli
  - Kručica
  - Lukovac Mali
  - Lukovac Srednji
  - Lukovac Gornji
  - Petrovac
  - Saplun
  - Stomorina
  - Za Barje (Škoj od Barja)
  - Mrkljenta bijela
  - Mrkljenta crna
  - Tajan Veli
  - Tajan Mali
- Vrhovnjaci, otočje između Lastova i Mljeta:[2]
  - Bratac
  - Bratac Mali
  - Donja Sestrica (Sestrica Mala)
  - Gornja Sestrica (Sestrica Veja)
  - Srednja Sestrica
  - Mrkjenta pod Smokvicu (Obrovac)
  - Donji Vlašnik (Smokvica)
  - Srednji Vlašnik
  - Gornji Vlašnik
  - Mrkjenta kod Glavata
  - Glavat